# Caetano
João Victor Andrade Caetano, meglio noto come Caetano (Rio de Janeiro, 24 giugno 1999), è un calciatore brasiliano, difensore del Vissel Kōbe.

## Carriera
Cresciuto nel settore giovanile del Corinthians, ha esordito nel Brasileirão il 30 aprile 2022 disputando con la maglia del Goiás l'incontro pareggiato per 2-2 contro l'Atlético Mineiro.
Dopo una lunga serie di prestiti, è rientrato al Corinthians nel 2023, disputando due stagioni con la maglia bianconera e collezionando complessivamente 36 presenze.
Il 7 gennaio 2025 si è trasferito al Vissel Kōbe, campione in carica del campionato giapponese.

## Statistiche

### Presenze e reti nei club
Statistiche aggiornate al 9 dicembre 2024.
| Stagione           | Squadra            | Campionato         | Campionato | Campionato | Coppe nazionali | Coppe nazionali | Coppe nazionali | Coppe continentali | Coppe continentali | Coppe continentali | Altre coppe | Altre coppe | Altre coppe | Totale | Totale |
| Stagione           | Squadra            | Comp               | Pres       | Reti       | Comp            | Pres            | Reti            | Comp               | Pres               | Reti               | Comp        | Pres        | Reti        | Pres   | Reti   |
| ------------------ | ------------------ | ------------------ | ---------- | ---------- | --------------- | --------------- | --------------- | ------------------ | ------------------ | ------------------ | ----------- | ----------- | ----------- | ------ | ------ |
| 2019               | Oeste              | B                  | 23         | 1          | CB              | -               | -               |                    | -                  | -                  |             | -           | -           | 23     | 1      |
| 2020               | Coritiba           | A1/PR              | 4          | 0          | CB              | -               | -               |                    | -                  | -                  |             | -           | -           | 4      | 0      |
| 2020               | Oeste              | B                  | 20         | 0          | CB              | -               | -               |                    | -                  | -                  |             | -           | -           | 20     | 0      |
| 2021               | São Caetano        | A1/SP              | 8          | 1          |                 | -               | -               |                    | -                  | -                  |             | -           | -           | 8      | 1      |
| 2021               | CRB                | B                  | 33         | 1          | CB              | 2               | 0               |                    | -                  | -                  |             | -           | -           | 35     | 1      |
| 2022               | Goiás              | PD/GO+A            | 11+5       | 0          | CB              | 2               | 0               |                    | -                  | -                  |             | -           | -           | 18     | 0      |
| 2023               | Corinthians        | A1/SP+A            | 1+16       | 0          | CB              | 1               | 0               | CS                 | 3                  | 0                  |             | -           | -           | 21     | 0      |
| 2024               | Corinthians        | A1/SP+A            | 9+5        | 0          | CB              | 1               | 0               | CS                 | -                  | -                  |             | -           | -           | 15     | 0      |
| Totale Corinthians | Totale Corinthians | Totale Corinthians | 31         | 0          |                 | 2               | 0               |                    | 3                  | 0                  |             | -           | -           | 36     | 1      |
| Totale carriera    | Totale carriera    | Totale carriera    | 135        | 3          |                 | 6               | 0               |                    | 3                  | 0                  |             | -           | -           | 144    | 3      |